# Snellenia
Snellenia is een geslacht van vlinders van de familie Stathmopodidae.

## Soorten
- S. capnora Turner, 1913
- S. coccinea Walsingham, 1889
- S. hylaea Turner
- S. ignispergens Diakonoff, 1948
- S. latipes Walker, 1864
- S. lineata Walker, 1856
- S. miltocrossa Turner, 1923
- S. tarsella Walsingham, 1889